# Zuiderkerk (Amsterdam)
De Zuiderkerk is de eerste voor de protestantse eredienst ontworpen kerk in Amsterdam. De kerk is gebouwd nabij de Sint Antoniesbreestraat in de Lastage, een buurt die eind 16e eeuw bij de stad werd gevoegd. Tegenwoordig is dit de Nieuwmarktbuurt. De kerk staat aan de Zandstraat no. 17.

## Bouw
De heiwerkzaamheden voor de Zuiderkerk (of Janskerk) begonnen in 1603, en op 22 augustus datzelfde jaar werd de eerste steen gelegd door Johan Bicker, zoon van burgemeester Gerrit Bicker. Het ontwerp uit 1603, in renaissancestijl, is van de Amsterdamse stadsarchitect Hendrick de Keyser, zoon van een meubelmaker uit Utrecht, die rond 1591 samen met de stadsingenieur Cornelis Bloemaert naar Amsterdam was gekomen. Hoewel voor de bouw stenen konden worden gebruikt uit de afgebroken stadsmuur, moest het werk toch bijna vier jaar worden stilgelegd wegens geldgebrek.
De kerk werd in gebruik genomen op Pinksterzondag 1611; daarna duurde het nog tot 1614 voordat ook de toren en het kerkhof met haar twee zandstenen poorten klaar was. Hiervan is de poort aan de St.Anthoniesbreestraat nog bewaard. Ook deze is ontworpen door Hendrick de Keyser.
Toen Hendrick de Keyser in 1621 overleed, werd hij in de Zuiderkerk begraven. Zijn grafsteen is nog steeds aanwezig. Hoewel de kerk voor de protestantse eredienst werd gebouwd, kreeg deze de naam (St.) Janskerk. (zie G.D. Bom H.Gzn)

## Het verdwenen orgel
Het orgel dat in 1821 met deels oud pijpwerk uit de Oude Kerk werd gebouwd door orgelmaker J.C. Friederichs werd na 1929 verkocht aan de Gereformeerde kerk van Aalten.

## Nieuwe functies

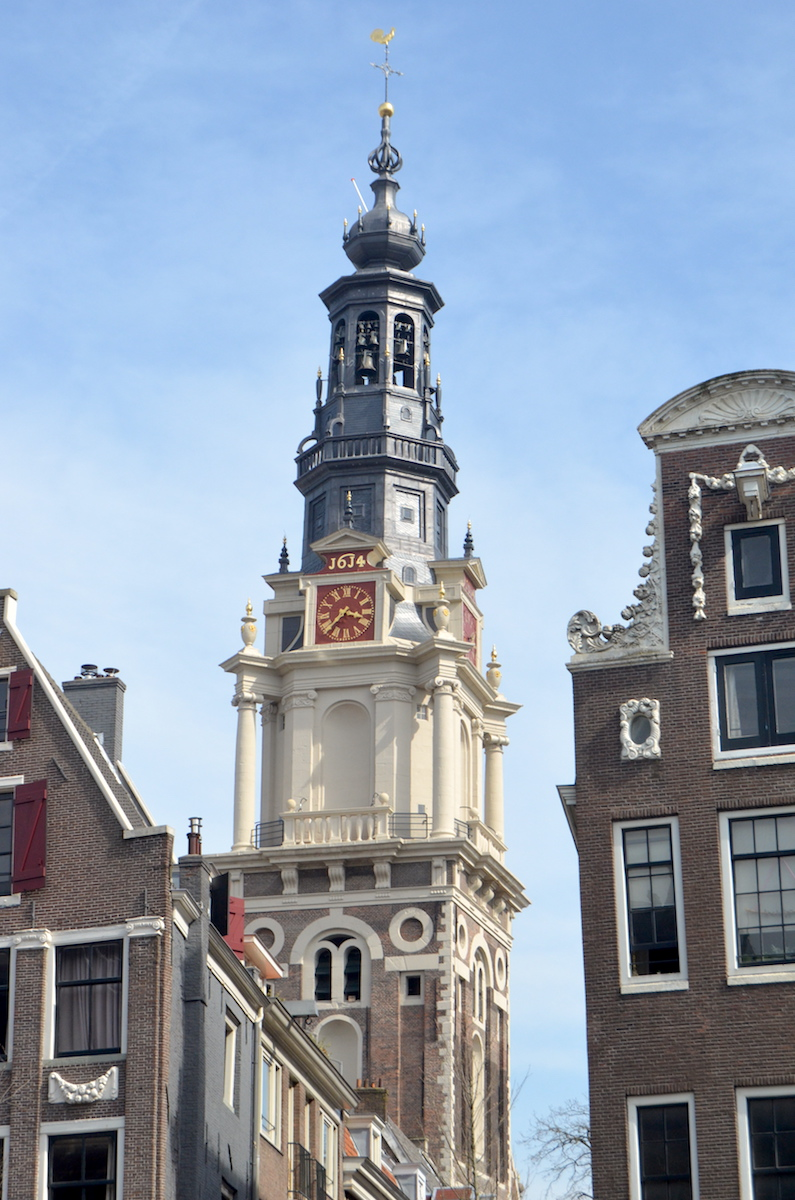
Zuiderkerkstoren gezien vanaf de Kloveniersburgwal. Sinds 2017 heeft het bovenste deel weer haar oorspronkelijke donkergrijze kleur.

De Zuiderkerk is tot 1929 voor kerkdiensten in gebruik gebleven. Tijdens de Hongerwinter (1944-'45) werden van februari tot augustus 1945 overleden Amsterdammers hier tijdelijk ondergebracht in afwachting van hun begrafenis.
In de jaren zestig werden er regelmatig presentaties met maquettes gehouden over de toekomstplannen van Amsterdam. Het gebouw werd rond 1970 gesloten omdat het te bouwvallig was, en vervolgens tussen 1976 en 1979 gerestaureerd. In 1979 werd een gemeentelijk informatiecentrum in de kerk geopend. Van 1992 tot en met 2010 fungeerde het kerkgebouw als informatiecentrum van de Dienst Ruimtelijke Ordening van de gemeente Amsterdam. Vanwege bezuinigingen moest het informatiecentrum per 7 november 2010 sluiten.
Op 2 november 2010 werd bekendgemaakt dat per januari 2011 het Nationaal Historisch Museum de Zuiderkerk tijdelijk, voor een periode van vijf jaar, huurt als onderkomen, zowel als expositieruimte als voor kantoorruimte. Het museum in oprichting werd in de loop van 2011 door de regering opgeheven vanwege bezuinigingen. Sindsdien wordt de kerk regelmatig verhuurd voor bijeenkomsten en culturele manifestaties.
Ter ere van het 400-jarig jubileum van de kerktoren werd er op 16 juni 2014 voor het eerst sinds 1929 weer een kerkdienst gehouden in de Zuiderkerk. De Vineyardgemeente van Amsterdam houdt diensten in de Zuiderkerk.
Sinds de laatste opknapbeurt in 2017 is het bovenste deel van de toren donkergrijs geschilderd, haar oorspronkelijke kleur.

## Toren
Zie: Zuidertoren

## Trivia
- In de Zuiderkerk werd Rembrandts en Saskia's enige overlevende kind, zoon Titus, gedoopt op 22 september 1641. Eerder (in 1636) werd in deze kerk hun eerste zoon (Rombertus), die reeds drie maanden na de geboorte overleed, begraven.[7]
- De Franse schilder Claude Monet schilderde de toren met daarachter de kerk rond 1874 in een uitzicht over de Groenburgwal.[8]

## Galerij

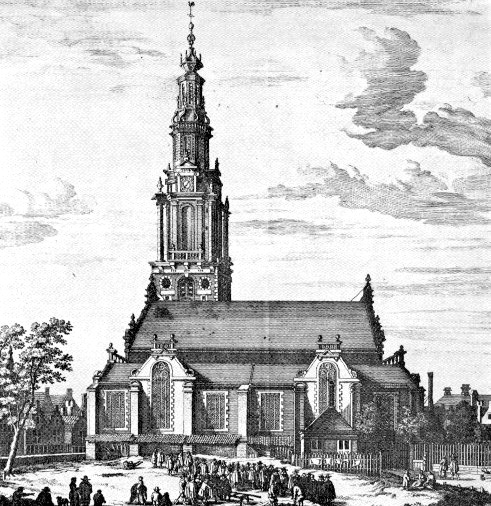
De Zuiderkerk in de 17e eeuw
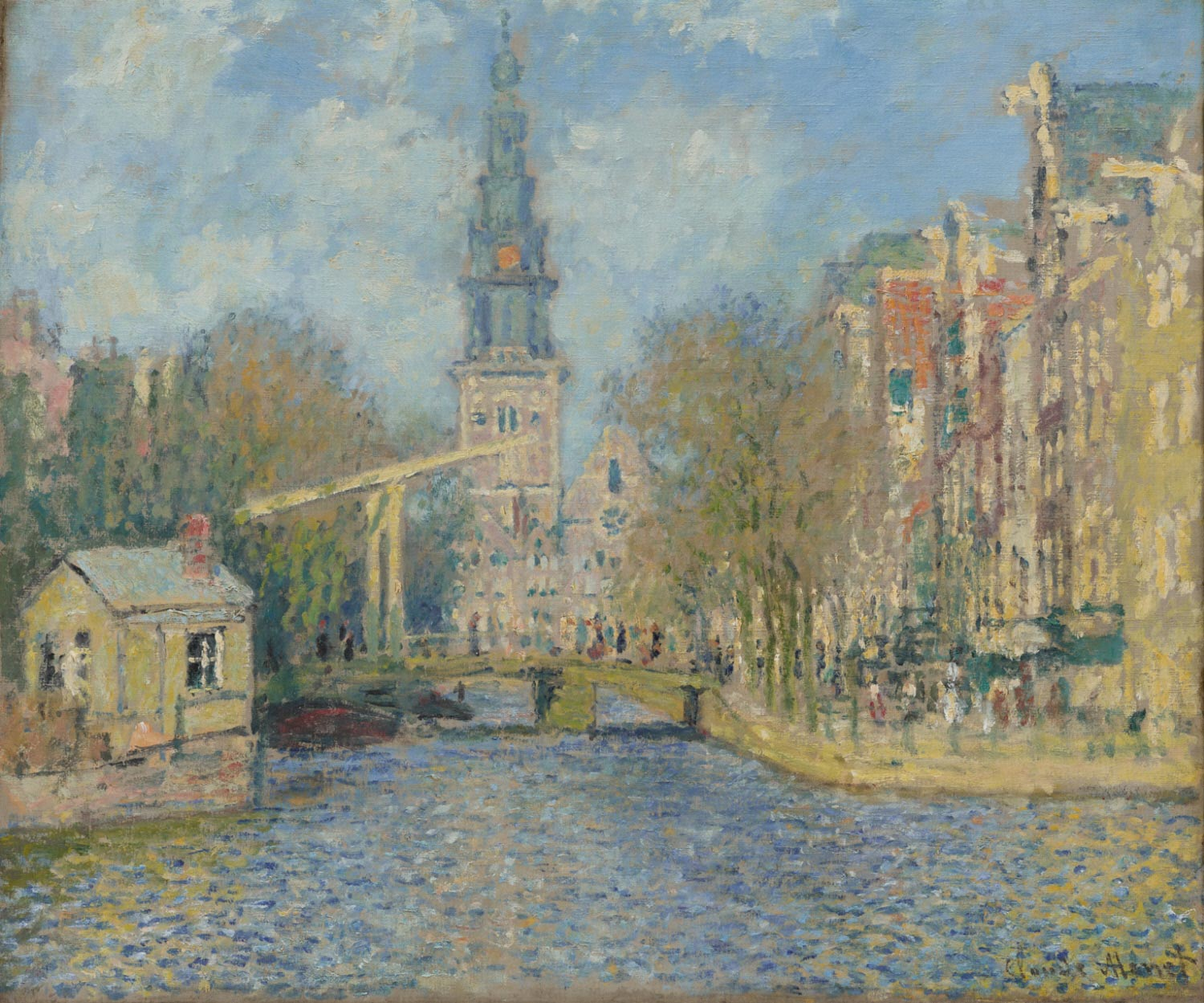
De Zuiderkerk geschilderd door Claude Monet in 1874
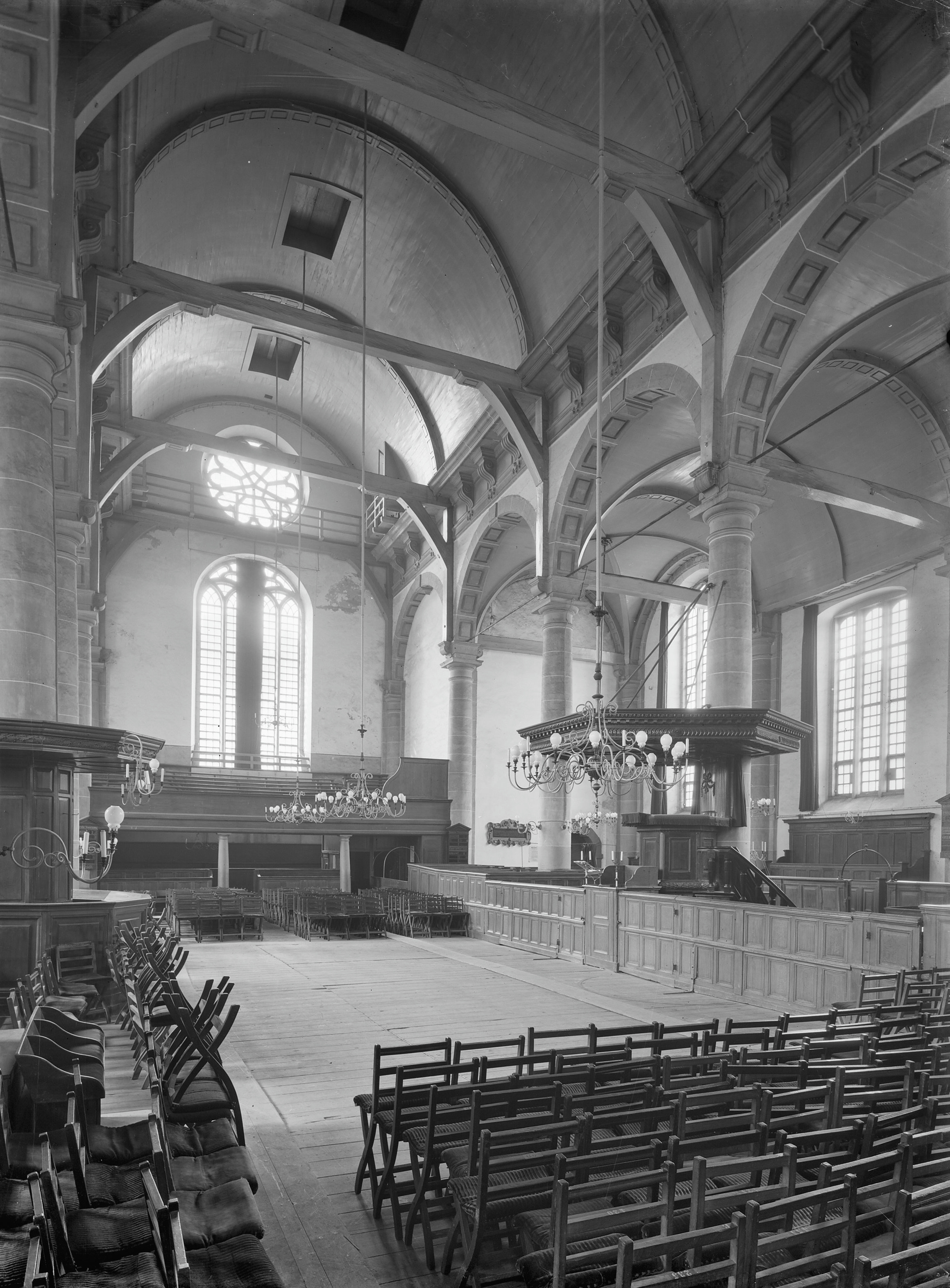
Het interieur van de Zuiderkerk, gezien naar het zuidwesten (1928)
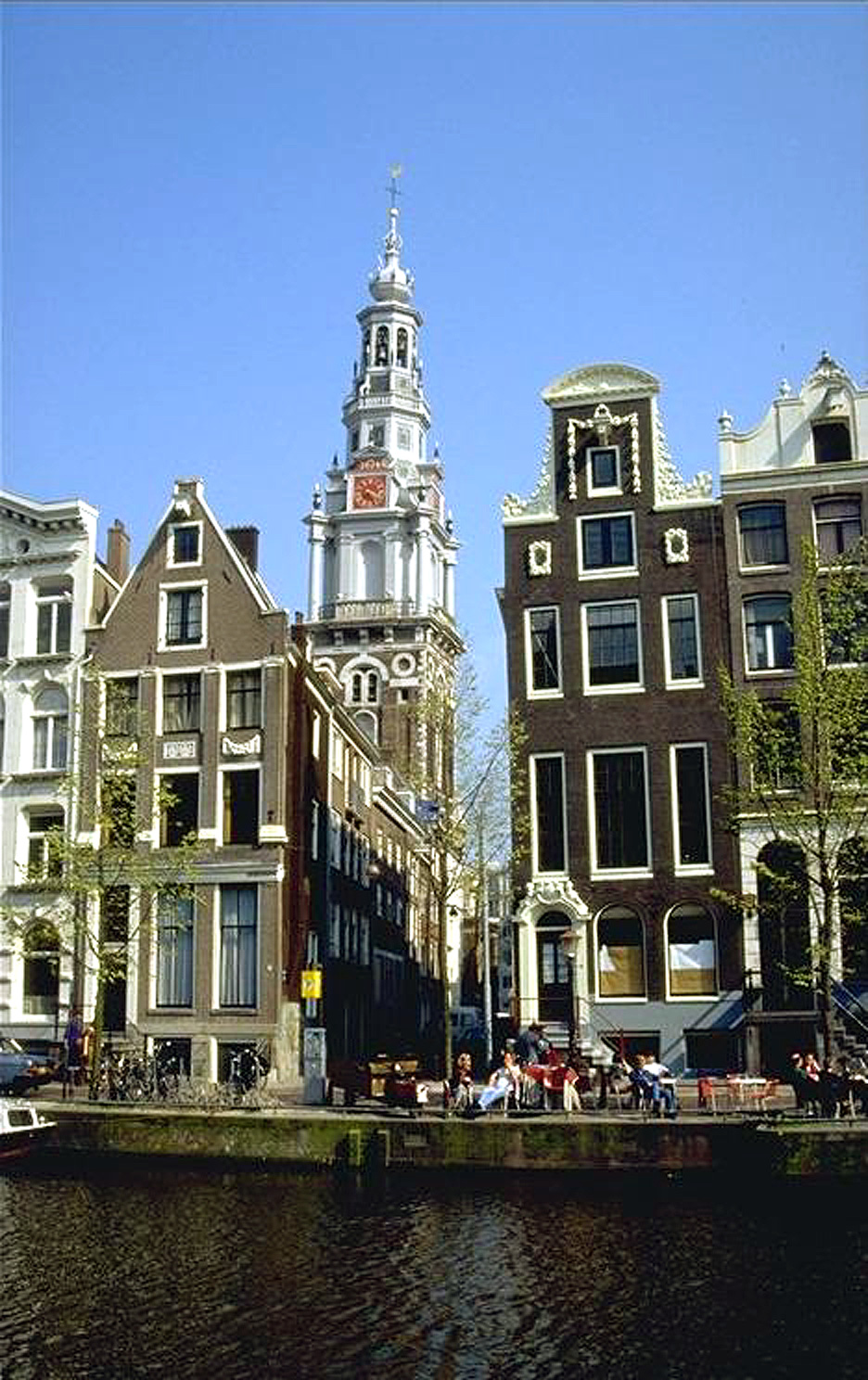
De Zuidertoren gezien vanaf de Kloveniersburgwal
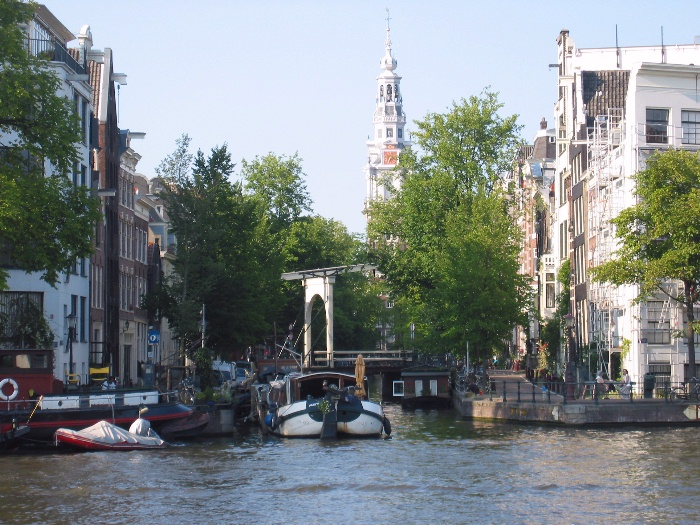
De Zuidertoren gezien vanaf de Amstel over de Groenburgwal
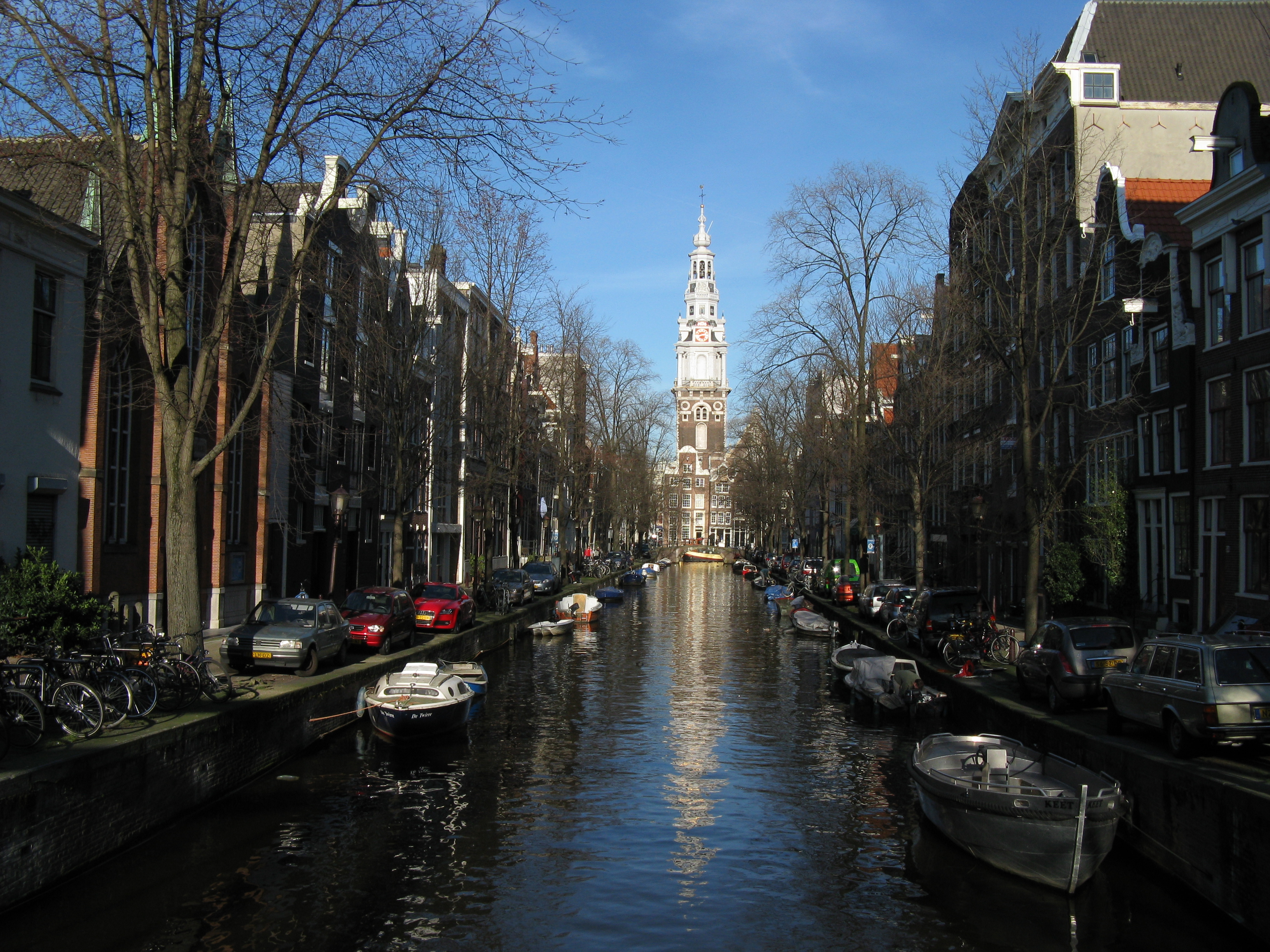
De Zuidertoren met Groenburgwal, gezien vanaf de Staalstraat
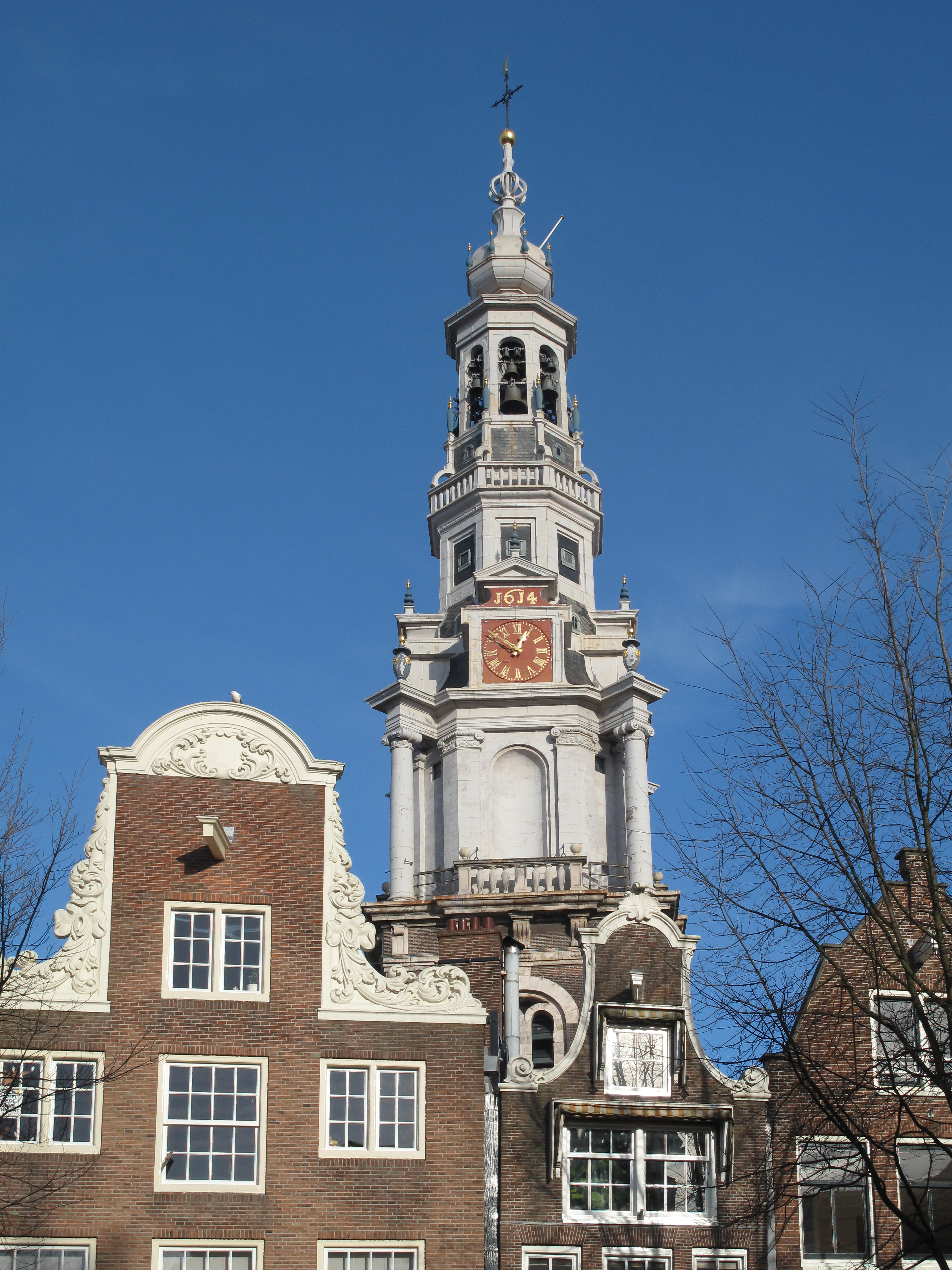
De Zuidertoren
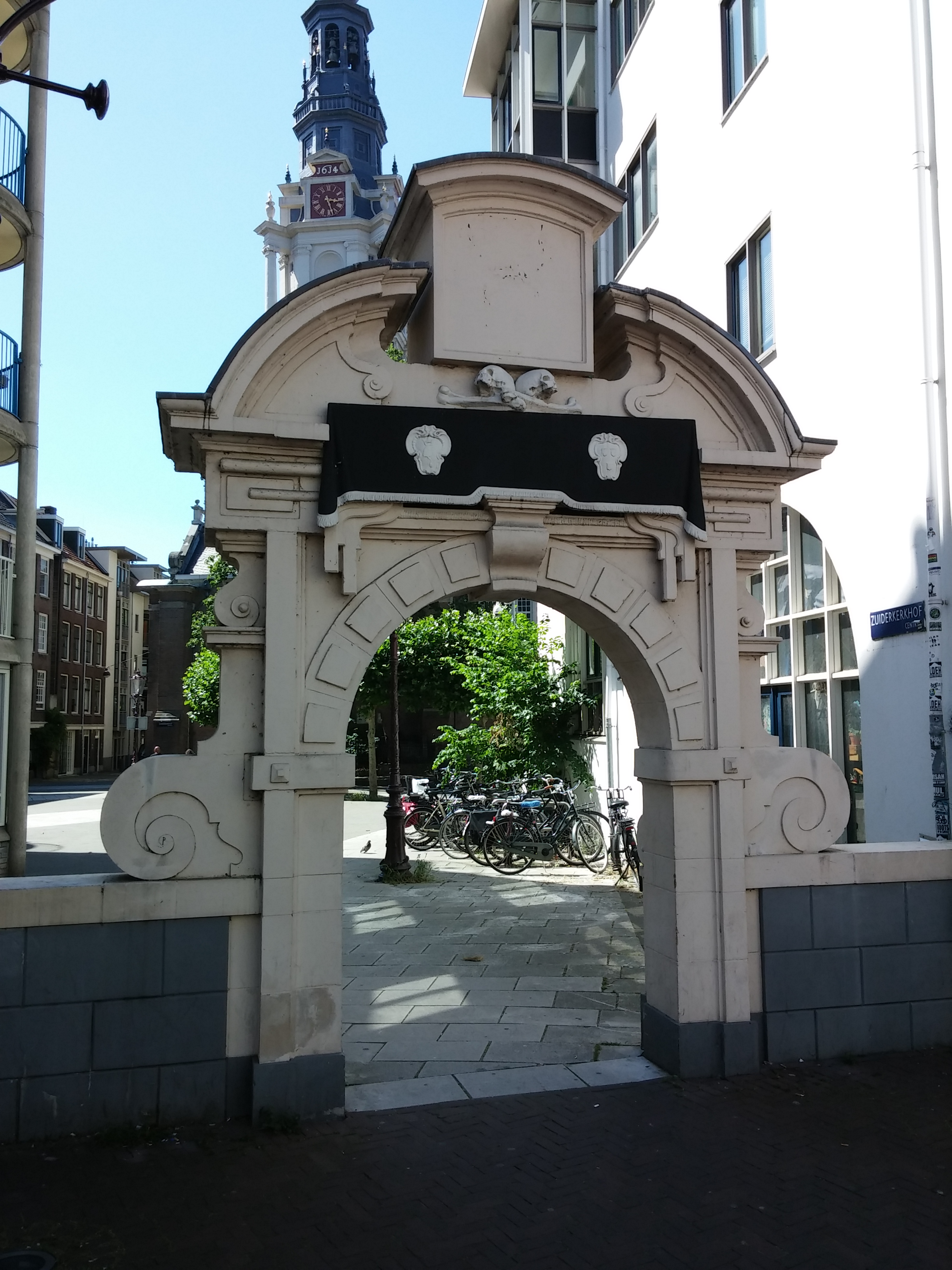
Het poortje van het vroegere kerkhof, aan de Sint Antoniesbreestraat